# Pitcairnia simulans
Pitcairnia simulans är en gräsväxtart som beskrevs av Hans Edmund Luther. Pitcairnia simulans ingår i släktet Pitcairnia och familjen Bromeliaceae. IUCN kategoriserar arten globalt som nära hotad.
Artens utbredningsområde är Ecuador.

## Underarter
Arten delas in i följande underarter:
- P. s. ornata
- P. s. simulans